# Intensité capitalistique
Cet article court présente un sujet plus développé dans : Capital.
L'intensité capitalistique d'un secteur d'activité économique est définie par le rapport entre les immobilisations corporelles (valeur brute à la clôture de l'exercice) et les effectifs salariés moyens, ou bien par le rapport entre les immobilisations corporelles et la valeur ajoutée.
Les industries à forte intensité capitalistique sont appelées « industries lourdes ».
L'intensité capitalistique se définit par le poids en pourcentage du chiffre d'affaires des capitaux longs nécessaires pour être un compétiteur sur le marché. Elle se calcule en ajoutant les immobilisations brutes au besoin en fonds de roulement, le tout divisé par le chiffre d'affaires. Un ratio faible signifie que l'entreprise dispose d'une faible intensité capitalistique. Elle représente également le montant des capitaux à engager pour générer une unité monétaire supplémentaire de chiffre d'affaires.
À titre d'exemple, l'industrie automobile, les chantiers navals sont à forte intensité capitalistique ; la grande distribution, la restauration rapide sont à faible intensité capitalistique.